# Paveway

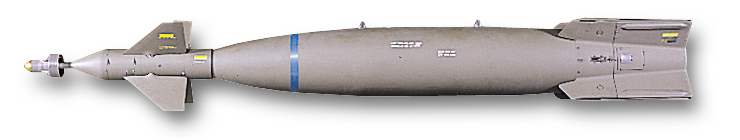
Paveway II – GBU-10

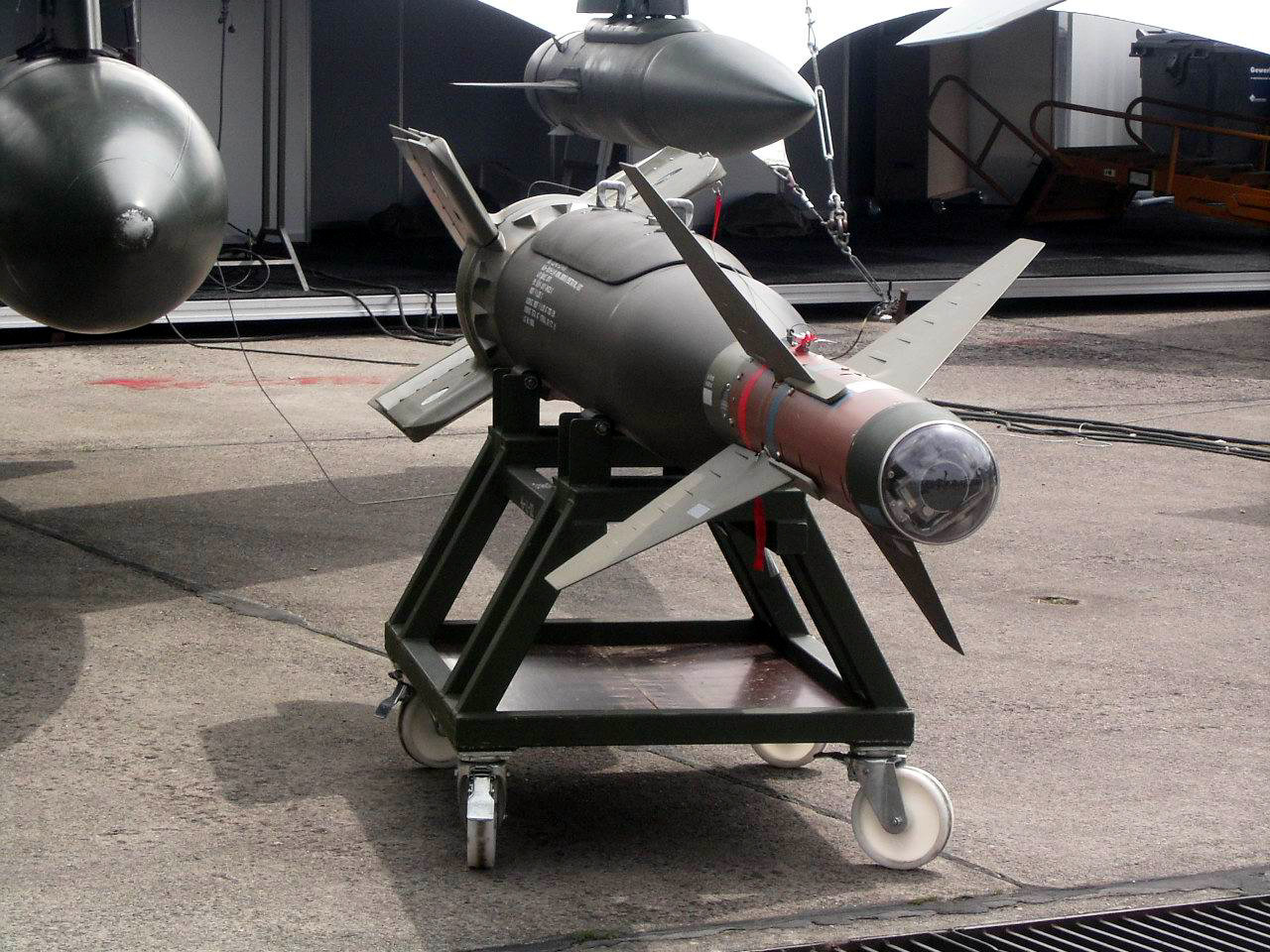
Paveway III – GBU-24

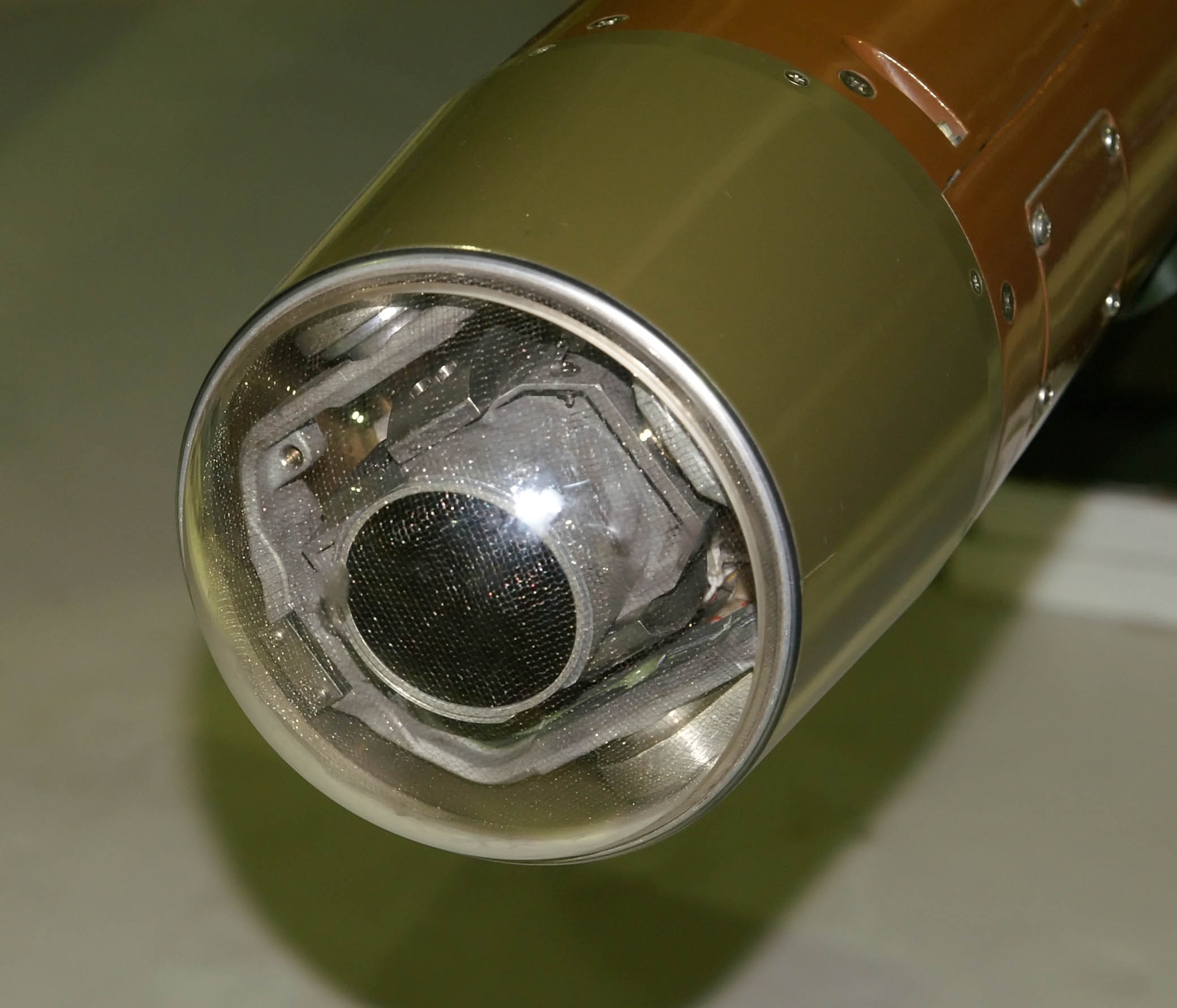
Naváděcí hlavice pumy Paveway III

Paveway představuje sérii laserem naváděných pum společnosti Raytheon.
Vývoj této série začala společnost Texas Instruments v roce 1964. Testování prvního prototypu, jehož bojovou část tvořila puma M117, se konalo v dubnu 1965. Další prototypy byly v roce 1968 zaslány na ostré testování do Vietnamu.
Kromě bojové části se pumy ze série Paveway I skládaly ještě z poloaktivního laserového vyhledávače, počítače, řídícího navádění a křídel umístěných v přední a zadní části. Počátkem sedmdesátých let se začala vyrábět vylepšená série Paveway II, v rámci níž byl implementován spolehlivější laserový vyhledávač. V roce 1986 byly do výzbroje zařazeny pumy ze série Paveway III s modernizovaným vyhledávačem. Měly podstatně větší přesnost než Paveway II, ale byly i podstatně dražší. Série pum Paveway III byla nasazena v roce 1991 v druhé válce v Zálivu a v roce 1999 byla nasazena indickým letectvem v Kargilské válce.
Série Paveway zahrnuje následující typy bomb:
- GBU-10 Paveway II – bojová část Mk 84 – 907 kg
- GBU-12 Paveway II – bojová část Mk 82 – 227 kg
- GBU-16 Paveway II – bojová část Mk 83 – 454 kg
- GBU-58 Paveway II – bojová část Mk 81 – 113,4 kg
- GBU-22 Paveway III – bojová část Mk 82 – 227 kg
- GBU-24 Paveway III – bojová část Mk 84 / BLU-109 – 907 kg
- GBU-27 Paveway III – bojová část BLU-109 – 907 kg
- GBU-28 Paveway III – bojová část BLU-122 / B a BLU-113
- GBU-48 Paveway II Enhanced – bojová část Mk 83 – 454 kg. Zmodernizovaná puma GBU-16 s dvojitým režimem navádění (GPS/laser), jejímž výrobcem je už firma Raytheon
- GBU-49 Paveway II Enhanced – bojová část BLU-133 – 227 kg. Zmodernizovaná puma GBU-12 s dvojitým režimem navádění (GPS/laser), jejímž výrobcem je už firma Raytheon
- GBU-50 Paveway II Enhanced – bojová část Mk 84 nebo BLU-109 – 907 kg. Zmodernizovaná puma GBU-10 s dvojitým režimem navádění (GPS/laser), jejímž výrobcem je už firma Raytheon
- GBU-59 Paveway II Enhanced – bojová část Mk 81 – 113,4 kg. Zmodernizovaná puma GBU-58 s dvojitým režimem navádění (GPS/laser), jejímž výrobcem je už firma Raytheon
- Paveway IV – hlavní zdokonalení oproti předchozím Paveway II/III představuje duální systém navádění